# 암바카이 칸
암바가이 칸(俺巴孩, 몽골어: ᠠᠮᠪᠠᠭᠠᠢ
ᠬᠠᠨ Ambaγai Qan, 키릴 문자:Амбагай хан, 1091년? ~ 1156년)은 암바카이 칸(몽골어: ᠠᠮᠪᠠᠬᠠᠢ
ᠬᠠᠨ Ambaqai Qan)이라고도 한다. 원사에는 함바카이 칸(咸補海汗) 또는 함바카이(咸補海), 한포하이(罕布海) 등으로도 나타난다. 보르지긴 오복의 타이치우트 집단의 추장이자 몽골의 제2대 칸이다. 몽골 제국을 세운 칭기스 칸의 증조부 카불 칸의 사촌 동생이자 계승자였다. 예수게이의 재종조부가 된다. 손자로는 타르구타이가 있다. 카불 칸은 죽을 때 칸위를 일곱 아들 중 누구에게도 계승시키지 않고, 생굼 빌게의 아들 암바가이를 하마그 몽골의 칸으로 지명했다.
타타르족과 혼인동맹을 하고 오던 길에 타타르족의 배신으로 우르순 계곡에서 납치되어 금나라로 송환, 고문 후 처형당했다. 칭기즈 칸의 금나라 공격 명분이 되었다. 몽골비사에서는 암바가이 카간(俺巴孩合罕, 俺巴孩可汗 Амбагай хаан)으로도 부른다. 몽골비사, 집사에 의하면 그는 스스로 카안(хаан)이라 칭했다 한다.
1271년 10월 쿠빌라이 카안이 선대의 몽골 대칸과 카묵 몽골의 칸을 추존하고 시호를 올릴 때 그는 추시, 추존대상에서 제외되었다.

## 생애

### 젊은 시절
암바가이는 보르지긴 오복 출신으로, 현재의 중국령인 소르각투쿠에서 태어났으며 카마크 몽골의 칸 카이두의 증손이자, 카이두의 차남 치르카 린후아의 손자이고, 셍군 빌게의 아들이다. 카이두는 카불 칸의 할아버지 바이싱고르와 암바가이의 할아버지 치르카 링후아의 아버지였다. 원조비사와 페르시아계 사서 집사 등에는 암바가이를 카안으로 칭하고 있다. 암바가이의 어린 시절과 초기 활동은 기록이 없다. 몽골 황금사에는 그의 기록이 없다.
암바카이는 몽골어 암과 바카이의 조합어로, 암은 입을, 바카이는 있는 자, 무리, 가진 자를 뜻하며 몽골어로 입을 가진 자, 말을 하는 자, 생명을 지닌 자, 또는 무리의 입 등의 의미를 지닌다. 바카이는 작은 사람이라는 뜻도 있다. 이 경우 입이 작은 사람이라는 뜻이 된다.
카불 칸은 자신의 일곱 아들 대신 사촌동생 암바카이를 후계자로 지정, 그가 카마그 몽골 울루스의 칸의 자리를 계승했다. 페르시아의 역사가 라시드 웃딘에 의하면 그가 '보르지긴씨 집안 중 가장 연장자였기 때문에 카불 칸의 뒤를 이었다'고 한다. 원조비사와 집사에 의하면 그는 카간(合罕, ᠬᠠᠭᠠᠨ, хаан)의 칭호를 사용했다 한다.
1148년 카불 칸이 병으로 죽어갈 때, 암바가이와 몽골인들은 타타르 주술사를 초청했으나, 타타르 주술사는 죽어가는 그를 살릴 수 없었다. 이 때문에 카불의 친척들은 카불 칸이 죽자마자 타타르인 주술사를 살해했다. 타타르인들은 카불 칸 일가의 자기 부족 주술사 살해에 앙심을 품게 되었다. 금나라의 통치자들은 이 죽음으로 유목민간 대립, 갈등할 기회로 보았다. 암바가이 칸의 카묵 몽골 대칸 즉위 시점은 1146년 혹은 1148년 설, 1150년 설이 있다.
원조비사에 의하면 칸(汗 хан)이 아닌 대칸, 카간(合罕, 可汗 хаан)이라 칭했다 한다. 후대에 일 한국의 역사가인 라시드 웃딘이 쓴 페르시아어 사서 집사에도 그를 카안으로 언급한다. 원사, 원조비사, 몽골 황금사(알탄 톱치)에는 이름만 나오며, 행적이 자세히 소개되지 않는다.

### 타타르족의 배신과 최후
암바가이는 타타르족과의 오랜 갈등을 끝에 코를렌 호수와 부이르호수 사이 우르순 계곡(долине Уршиуна) 주변에 살던 타타르족 계열의 부족 아이리우드(айриудов)부 혹은 부이루드(буйрудов)부 부족장의 딸과 자신의 아들 카다안 타이시와의 약혼을 위해, 카불 칸의 아들 토토엔 옷치킨과 함께 타타르를 방문하였다. 혹은 자신의 딸을 타타르족 족장의 아들과 혼인시키려 방문했다 한다. 그런데 돌아오던 길에 타타르족의 배신으로, 타타르족 아이르구드부(Айргууд部), 부이르구드부(Буйргууд部)에서 비밀리에 숨겨둔 병력에 의해, 코를렌 호수와 부이르호수 중간 우르순 계곡에서 포박, 납치되어 토토엔 옷치킨과 함께 금나라로 송환되었다. 다른 설에는 암바가이 칸의 딸을 타타르족 족장에게 시집보내던 중 타타르족의 배신으로 습격, 일행은 모두 살해당하고 암바가이 칸과 토토엔 옷치킨이 포박되어 금나라 중도로 끌려갔다고도 한다.
1156년 암바가이는 금나라 중도로 끌려가 수레 혹은 나무로 만든 당나귀 혹은 목마에 매달려 손발에 못 박히는 형을 받고 죽었다 한다. 일설에는 금나라에서 보낸 자객에 의해 참수된 뒤 수급은 금나라로 보내졌다 한다. 
몽골비사에 의하면 암바가이 칸은 몽골 베수드(Бэсүд овгийн) 부족 사람 바라카치(Балхачи)을 통해, 아들 카다안 타이시, 쿠툴라 등에게 "내가 일국의 군주가 되었으나 딸아이를 사랑하여 차마 참지 못하고 이런 일을 겪으니 후인은 마땅히 나를 거울로 삼거라. 너희들은 다섯 손가락의 손톱이 다 빠져 달아나도록, 너희들의 열 손가락이 다 닳아 없어지도록 나의 원수를 갚아다오"라는 유언을 남겼고, 이를 전하라 하였다. 몽골비사에는 암바가이 칸이 금나라 해릉양왕에게 "네가 남의 손을 빌려 술수로 나를 붙잡아 부당한 형벌을 가했다. 내가 죽으면 나의 백부, 숙부, 형제들이 보복하겠다"고 하자, 해릉양왕은 "그 말은 너희 부족 무리한테나 고하는 것이 옳은 줄로 아오, 짐은 두렵지 않다"고 응대했다. 몽골비사, 원사 등에는 정확한 사망일자가 전하지 않는다.
죽기 직전 그는 카불 칸의 일곱 아들 중 쿠툴라, 자신의 아들 카다안 타이시를 후계자 후보로 지명했다. 몽골 부족은 쿠툴라, 카다안 타이시 중에서 칸을 선출, 쿠툴라를 칸으로 뽑았다.

### 사후
시신의 행방과 묘지에 대한 기록은 미상이다. 부인 가운데 오르바이와 소카타이는 후일 테무친(후일의 칭기즈 칸)이 태어나고, 예수게이가 살해된 후까지도 생존해 있었다. 오르바이와 소카타이가 타르구타이 쿠릴투크의 친할머니인가 여부는 불확실하다. 몽골비사에 의하면 후일 예수게이의 부인 호엘룬은 남편의 세력을 믿고 그의 두 부인을 무시하였다. 이 일로 예수게이가 죽고 그 일족이 내쳐질 때, 그때까지 살아남은 그의  두 부인은 호엘룬과 예수게이 일족에게 냉담하게 대했다 한다.
암바가이의 뒤를 이어 카마크 몽골의 쿠릴타이에서는 카불 칸의 넷째 아들인 쿠툴라 칸을 대칸으로 선출, 대칸 위를 계승하고 그의 원수를 갚기 위해 13회에 걸쳐 타타르 족과 교전하였으나 실패하고 만다. 그의 아들 카다안 타이시는 후일 타이치우드 가문의 족장이 되었으나, 어느 시점에 독살당한 것으로 추정된다. 후일 칭기즈 칸은 타타르족과 교전 중, 일부 타타르족 전사들을 마차로 치어 죽이며 타타르족이 이런 방식으로 우리 조상을 죽였다고 했다.
손자 타르구타이 쿠릴투크는 쿠툴라 칸 사후, 친척 예수게이와 갈등하다가 예수게이가 타타르 족에게 독살된 것을 계기로 테무진 일족을 박해했다. 이후 세력을 키운 테무진과 교전에서 패하고, 자무카와 연대하여 테무진과 맞서다가 1201년 최종 패배하고 타이치우드 씨족은 몰살되었다. 안바가이 칸의 삼촌 베수테이는 베수드부의 선조가 되었다.
1271년 10월 쿠빌라이 카안이 선대의 몽골 대칸과 카묵 몽골의 칸을 추존하고 시호를 내릴 때, 어떤 이유에서였는지 암바가이 카안은 추시, 추존대상에서 제외되었다. 또한 태묘(太廟) 배향 대상에서도 제외되었다.

## 가족 관계
암바가이 칸에게는 여러 명의 아내가 있었으나 암바가이의 재종증손자 칭기즈 칸이 태어난 뒤까지도 생존해 있던 2명의 부인 우르베이, 소카타이의 이름만 정확히 전한다. 우르베이, 소가타이의 이름은 몽골비사에 나타난다.
암바가이 칸에게는 10명의 아들이 있었다 한다. 아달칸, 아가추 바타르, 카단 타이시 등이 그들이다. 후일 타이치우드씨족을 다스린 타르구타이 쿠릴투구는 암바가이의 아들 카다안 타이시의 아들이란 설, 암바가이의 다른 아들 아달칸의 아들이란 설이 있다.

## 같이 보기
- 몽골 제국
- 금나라
- 예수게이
- 칭기즈 칸

| 전임 카불 칸 | 카마그 몽골의 칸 1148년 ~ 1156년 | 후임 호툴라 칸 |

| 전임 4촌 형 카불 칸 | 보르지긴의 씨족장 1148년 ~ 1156년 | 후임 5촌 조카 호툴라 칸 |